# Богданов, Никита Алексеевич
Никита Алексеевич Богданов (23 июля 1931, Астрахань — 14 декабря 2003, Москва) — советский и российский геолог, океанолог, профессор, специалист по геотектонике и региональной геологии, директор Института литосферы АН СССР, член-корреспондент АН СССР (1990).

## Биография
Родился 23 июля 1931 года в городе Астрахань в семье геолога А. А. Богданова.
В 1954 году окончил Московский геологоразведочный институт им. С. Орджоникидзе. Ученик Н. С. Шатского, Б. М. Келлера и В. В. Меннера.
Начал работать в Геологическом институте АН СССР.
В 1978 году был приглашен в Лабораторию осадочных полезных ископаемых, которая при его участии была преобразована в самостоятельный Институт литосферы АН СССР (впоследствии Институт литосферы окраинных и внутренних морей РАН).
Был избран Генеральным секретарём 27 сессии Международного геологического конгресса (1984, Москва).
15 декабря 1990 года был избран в члены-корреспонденты РАН по специальности геология, тектоника, Отделение геологии, геофизики, геохимии и горных наук РАН.
Профессор Геологического факультета МГУ, читал спецкурс по тектонике дна Мирового океана. Под его руководством защитили диссертации 6 докторов и 14 кандидатов наук.
Член редколлегии журнала «Стратиграфия. Геологическая корреляция».
Директор Института литосферы окраинных и внутренних морей РАН в Москве.
Изучал геологию и тектонику Дальнего Востока и Восточной Арктики, палеозоя Тихоокеанского кольца, дна Мирового океана. Руководил международными проектами глубоководного бурения в океанах, проектом «Офиолиты» по изучению океанской коры.
Скончался 14 декабря 2003 года в городе Москва. Похоронен на Новодевичьем кладбище.

## Награды и премии
- Международная геологическая премия имени Л. А. Спендиарова АН СССР.
- 1999 — медали ордена «За заслуги перед Отечеством» II степени[6].
- 2003 — Государственная премия Российской Федерации (с авторским коллективом) за серию тектонических карт Арктических морей и сопредельных территорий.

## Членство в организациях
- Директор Тихоокеанского совета по энергетическим и минеральным ресурсам.
- Исполком Международного проекта по глубоководному бурению в океанах.